# 大沼竜也
| おおぬまたつや 大沼竜也 | おおぬまたつや 大沼竜也 |
| ----------------------- | ----------------------- |
| 生年月日                | 1991年4月4日（30歳）    |
| 出生地                  | 日本・宮城県            |
| 身長                    | 172cm                   |
| 血液型                  | O型                     |
| 職業                    | 鍼灸師                  |
| 公式サイト              | 大沼鍼灸                |

大沼 竜也（おおぬま たつや、1991年〈平成3年〉4月4日 - ）は、日本の鍼灸師。

## 人物
- 宮城県角田市出身。
- 赤門鍼灸柔道整復専門学校を卒業(鍼灸指圧科、柔道整復科)[1]
- 2017年、大沼鍼灸を開業。
- 自律神経失調症の施術が認知され、美容鍼施術との併用が主。現在は身体心理学を基礎にした、精神へのアプローチへ特化している。

## 著書
ストレス専門のはり師が教える 心と体のコリをほぐすセルフリセット 単行本（ソフトカバー） – 2024/8/8 大和出版

## 掲載記事
- 他人の目が気になる...人間関係の疎外感から解放される“体へのアプローチ”https://news.yahoo.co.jp/articles/3a69cf46afac1e36809bc961b1a50583956b5aef
- 仙台で話題の美容鍼灸サロン-産経新聞[3]
- メンタル特化の鍼灸治療-サンスポ